# NGC 877
NGC 877 è una galassia a spirale barrata situata nella costellazione dell'Ariete, a una distanza di circa 175 milioni di anni luce dalla nostra Via Lattea.

## Scoperta
La galassia è stata scoperta il 14 ottobre 1784 dall'astronomo britannico di origine tedesca William Herschel.

## Descrizione
NGC 877 presenta una larga riga a 21 cm dell'idrogeno neutro.
Il database SIMBAD la classifica come galassia LINER, cioè una galassia il cui nucleo presenta uno spettro di emissione caratterizzato da larghe righe di atomi debolmente ionizzati.

## Gruppo di NGC 877
NGC 877 è la più brillante di un gruppo di galassie che porta il suo nome e che comprende almeno otto membri. Le altre galassie del Gruppo di NGC 877 sono: IC 1791, NGC 871, NGC 876, UGC 1693, UGC 1761, UGC 1773 e UGC 1817.
NGC 876 e NGC 877 sono situate a una distanza simile dalla nostra Via Lattea e sembrano formare una coppia di galassie interagenti. Secondo altri autori anche NGC 871 sarebbe in interazione gravitazionale con NGC 877.